# Barreto (futebolista)
Gustavo Bonatto Barreto, mais conhecido como Barreto (Nova Prata, 10 de dezembro de 1995), é um futebolista brasileiro que atua como volante. Atualmente defende o Avaí.

## Carreira

### Antecedentes
Barreto nasceu em Nova Prata, Rio Grande do Sul. Barreto começou a sua carreira no futebol em 2009, com 13 anos, jogando nas categorias de base do Esportivo de Bento Gonçalves. Incialmente jogando de zagueiro e meio-campista, depois se adaptando com a posição de volante.
Ficou um ano no Esportivo, voltando para Nova Prata e aonde começou a trabalhar de marceneiro. Com plano da cidade de voltar com o time profissional, com ajuda do treinador da equipe. Fez a proposta de treinar com ele, ao menos um turno. Começou a treinar de novo, foi evoluindo e saindo bem em treinos e testes. A sua estreia como profissional aconteceu com 15 anos, pelo Nova Prata, contra o Caxias, com o jogo em casa. Era a Copa FGF de 2011, com times da primeira divisão. Jogou várias partidas, enfrentou o Caxias fora de casa e foi eleito o melhor em campo. Logo em seguida, interessados no talento de Barreto, o Caxias quis o contratar.
Antes disso foi para o Internacional. Ficou um mês em avaliação, fez dois jogos em um campeonato de base, fez um gol e o contrato com o clube não aconteceu. Aí foi para o Caxias, com o contrato de três anos. Ficou um ano e acabaram com a base, ficou uma semana no profissional e veio pro Criciúma, em avaliação no ano de 2013.

### Criciúma
Se destacou nas categorias de base do Criciúma, tanto que foi promovido ao elenco profissional em 2014. Fez sua estreia pelo Criciúma em 23 de novembro, entrando como titular em um empate fora de casa por 1–1 com o Flamengo, pela Série A de 2014. Marcou seu primeiro gol no profissional em 4 de março de 2015, marcando o segundo gol em uma vitória fora de casa por 3–1 contra o Atlético de Ibirama, pelo Campeonato Catarinense de Futebol de 2015.
Se destacou no clube pela ótima visão de jogo, chamando a atenção de diversos clubes brasileiros e sendo chamado até para a Seleção Brasileira Olímpica nos Jogos Pan-Americanos de 2015, se manteve no clube como titular absoluto. Pelo Criciúma, fez 143 partidas e marcou um gol.

### Chapecoense
Em 5 de maio de 2018, foi anunciado o empréstimo de Barreto à Chapecoense até o final da temporada, com uma opção de compra. Sua estreia aconteceu em 2 de junho, entrando como substituto em um empate fora de casa por 3–3 com o Atlético Mineiro, pela Série A de 2018.
Mas diferente da sua passagem no Criciúma, Barreto não foi muito bem aproveitado na Chapecoense e chegou a jogar partidas no sub-23 da equipe, fazendo um total de 9 partidas e nenhum gol.

### Red Bull Brasil
Ao não ser muito bem aproveitado na Chapecoense, em 17 de janeiro de 2019, Barreto foi emprestado ao Red Bull Brasil. Sua primeira partida pelo clube aconteceu em 25 de janeiro, entrando como titular em uma derrota fora de casa por 1–0 para o Mirassol, pelo Campeonato Paulista de 2019.
Pelo Red Bull Brasil, fez 11 partidas e marcou nenhum gol.

### Red Bull Bragantino
Após ser campeão do Campeonato Paulista do Interior de 2019 pelo Red Bull Brasil, Barreto foi emprestado ao Red Bull Bragantino com a fusão dos dois clubes. Estreou pelo novo clube no dia 26 de abril, começando como titular em uma vitória fora de casa contra o Brasil de Pelotas por 1–0, pela Série B de 2019.
Fez uma grande temporada pelo clube em 2019, sendo titular absoluto até sua lesão nas rodadas finais da Série B de 2019 e sendo substituído por Ricardo Ryller, mesma competição aonde sua equipe se sagrou campeã e retornou à elite. Mas em 2020, não foi bastante aproveitado e optou por rescindir com o clube em 15 de outubro.
Pelo Red Bull Bragantino, fez 44 partidas e marcou nenhum gol.

### Ponte Preta
Em 15 de outubro de 2020, Barreto foi anunciado pela Ponte Preta, por empréstimo até o final do Campeonato Paulista de 2021. Além de renovar o seu contrato com o clube que detêm os direitos do jogador, o Criciúma, até 2022. Estreo pelo clube em 24 de outubro, entrando como titular em uma derrota fora de casa por 1–0 para o CRB, pela Série B de 2020.
Seu primeiro gol pelo clube aconteceu em 30 de dezembro de 2020, marcando o único gol da Ponte Preta em uma derrota por 2–1 fora de casa contra o Juventude, pela Série B de 2020. Aos poucos, começou a perder espaço após a demissão do técnico Marcelo Oliveira, acabando por fazer uma passagem irregular e instável pelo clube com 22 partidas e apenas um gol marcado.

### Botafogo
Em 2 de junho de 2021, Barreto foi oficializado pelo Botafogo, assinando por empréstimo com o clube alvinegro até o fim da temporada, com opção de compra.

### RWD Moleenbek
Em agosto de 2022, Barreto foi emprestado ao clube belga RWD Molenbeek até junho de 2023. Porém no dia 25 do mesmo mês, Barreto foi contratado oficialmente pelo Moleenbeek. Boas atuações renderam-lhe o prêmio de melhor jogador do clube em setembro, eleito através do voto dos torcedores. Fez seu primeiro gol pelo clube na vitória de 3–1 sobre Bevernen em 23 de outubro, na 10ª rodada da Segunda Divisão Belga.
Participou do título da Segunda Divisão Belga e do acesso à Primeira Divisão Belga. Disputou ao todo 22 partidas, marcando um gol e distribuindo uma assistência.

### Criciúma
Sem clube desde o fim de contrato com Molenbeek, em 24 de julho de 2023, o Criciúma anunciou a volta de Barreto ao clube.

## Seleção Brasileira
Barreto foi convocado para defender a Seleção Brasileira Olímpica nos Jogos Pan-Americanos de 2015, no Canadá. Foi chamado pelo técnico Rogério Micale, treinador da Seleção Sub-20, já que para tal competição é necessário idade olímpica.

## Títulos

### Clubes
Red Bull Brasil
- Campeonato Paulista do Interior: 2019

Red Bull Bragantino
- Campeonato Brasileiro - Série B: 2019
- Campeonato Paulista do Interior: 2020

Botafogo
- Campeonato Brasileiro - Série B: 2021

RWD Molenbeek
- Challenger Pro League: 2022–23

Criciúma
- Recopa Catarinense: 2024
- Campeonato Catarinense: 2024

Avaí
- Campeonato Catarinense: 2025[40]

### Seleção nacional
Brasil sub-23
- Medalha de Bronze nos Jogos Pan-Americanos de 2015[7]